# Свободний (Куйбишевський район)
Свободний (рос. Свободный) — хутір у Куйбишевському районі Ростовської області Росії. Входить до складу Куйбишевського сільського поселення.

## Географія
Географічні координати: 47°47' пн. ш. 38°49' сх. д. Часовий пояс — UTC+4.
Хутір Свободний розташований на південному схилі Донецького кряжу. Відстань до районного центру, села Куйбишева, становить 8 км.

### Урбаноніми
- вулиці — Молодіжна, Набережна, Перемоги[2].

## Населення
За даними перепису населення 2010 року на території хутора проживало 354 особи. Частка чоловіків у населенні складала 47,2% або 167 осіб, жінок — 52,8% або 187 осіб.

## Соціальна сфера
У населеному пункті діють фельдшерсько-акушерський пункт, дошкільний навчальний заклад «Дзвіночок», бібліотека та сільський клуб.

## Пам'ятки
На території хутора знаходиться братська могила з 7 радянськими воїнами, які загинули під час Другої світової війни.